# Braunkohlenbergwerk Malliß (Unterflöz)
Die Braunkohlenlagerstätte Malliß ist das größte Vorkommen von Braunkohle im deutschen Land Mecklenburg-Vorpommern.
Durch Bohrungen und Auffahrungen wurden drei Flöze nachgewiesen, davon zwei bauwürdige: das Ober- und das Unterflöz. Da die bergbaulichen Gewinnungsarbeiten fast eineinhalb Jahrhunderte andauerten und es eine große Anzahl von Betreibern unterschiedlichster Eigentumsformen gab, soll aus Gründen der Übersichtlichkeit im Folgenden die Geschichte dieses Bergbaus zweigeteilt werden, auf ebendiese beiden Kohlenflöze; hier endend mit dem Abbau des Unterflözes.
Die Suche und Erkundung der Mallißer Braunkohlenlagerstätte sowie deren geologische und hydrogeologische Bedingungen wurden bereits im Artikel Braunkohlenbergwerk Malliß (Oberflöz) beschrieben.

## Die bergbaulichen Gewinnungsarbeiten im Unterflöz

### „Mallißer Ziegelei- und Bergwerks-Gesellschaft“ (1883–1908)

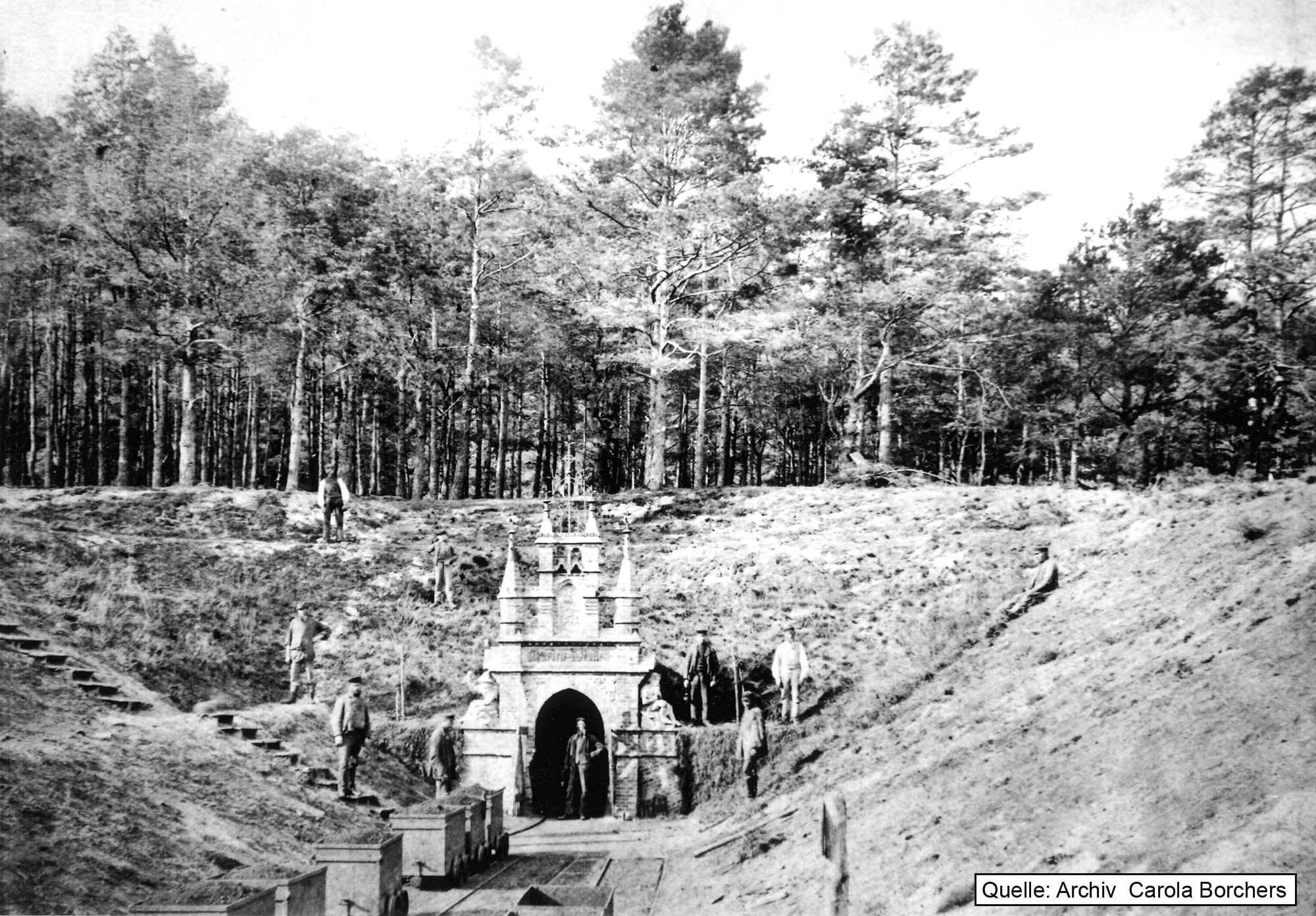
Ansicht des Marienstollens um 1870

Die Mallißer Ziegelei war bereits in den 1870er Jahren erheblich erweitert worden und hatte einen weitaus höheren Brennstoffbedarf. Zur Beförderung dieser Mengen wurde das Ziegeleiareal durch einen Stichkanal mit dem Elde-Kanal verbunden. Ein weiterer Kanal wurde in nordwestlicher Richtung angelegt. Dieser neue Wasserweg führte direkt zum Marienstollen. Das Unterflöz stand hier mit einer Mächtigkeit von 2,30 m an. Die Vorrichtung der Lagerstätte wurde dadurch begünstigt, dass die Grubenwässer nicht mittels Pumpen zutage gefördert werden mussten, sondern dem Gefälle des Marienstollens folgend direkt dem Elde-Kanal zuflossen.
Diese Vorbereitungsarbeiten für den Kohleabbau fanden an der entlang der Bundesstraße 191 verlaufenden sogenannte Chausseestörung jedoch ihr Ende. Aus diesem Feld sind von 1873 bis 1900 etwa 155.000 t Kohlen abgebaut worden.
Schon vorher war das Unterflöz nordwestlich der Chausseestörung durch vier Schächte von 11 m bis 14,75 m Teufe ausgerichtet worden. Hier sind zwischen dem Ausgehenden und einem Niveau von etwa 20 Metern über NN von 1888 bis 1905 rund 45.000 Tonnen Kohle gewonnen worden.
Die durch die Mallißer Ziegelei- und Bergwerksgesellschaft geförderte Kohle war von guter Beschaffenheit und konnte sich bald einen recht umfangreichen Absatz sichern. Nicht nur der gesamte Feuerungsbedarf der Ziegelei und der ebenfalls am Eldekanal gelegenen Dampfsägerei wurde gedeckt, sondern die Kohle wurde auch auf dem Wasserwege die Elde aufwärts bis nach Malchow und abwärts nach den an der Elde gelegenen Orten für Industrie- und Hausbrandzwecke in größerem Umfang verfrachtet. Sowohl die bessere Qualität der Unterflözkohle als auch die Verbilligung der Transportkosten durch den Wasserweg kamen dem Absatz zugute.

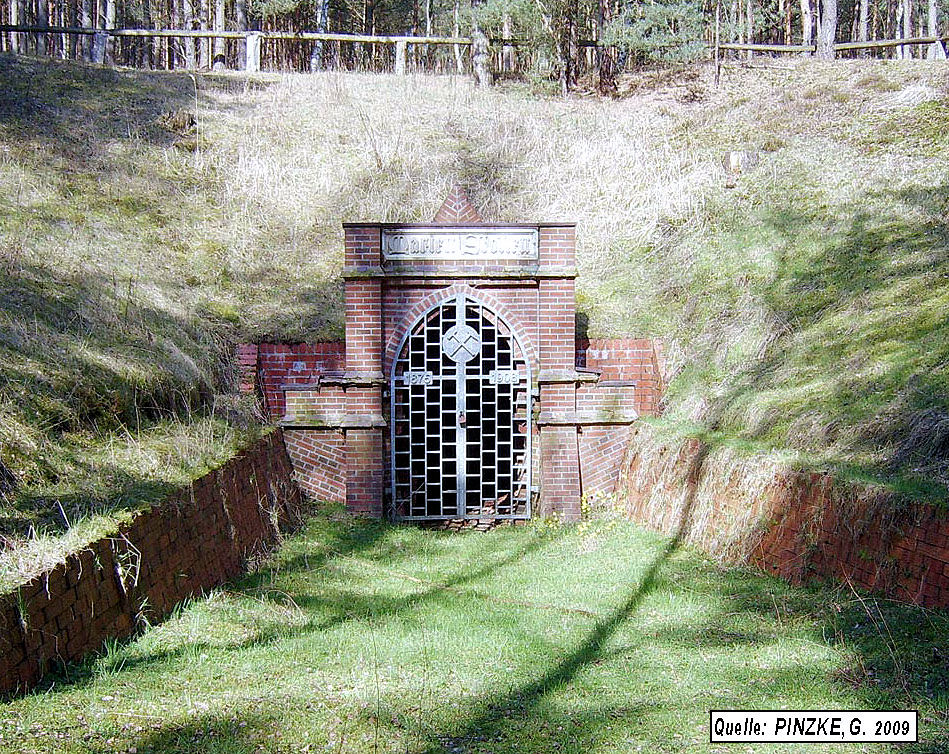
Ansicht des Eingangs zum Marienstollen

Trotzdem war das Unternehmen der zunehmenden Konkurrenz der mitteldeutschen Braunkohle auf Dauer nicht gewachsen, da diese trotz höherer Frachtkosten selbst Briketts billiger liefern konnte. Im Jahre 1907 hatte die Mallißer Ziegelei- und Bergwerksgesellschaft einen Verlustsaldo von 49.962 Mark. Sie beschloss daher im April 1908 ihre Auflösung und das Bergwerk wurde wiederum stillgelegt.

### „Gewerkschaft Conow“ (1922–1926)

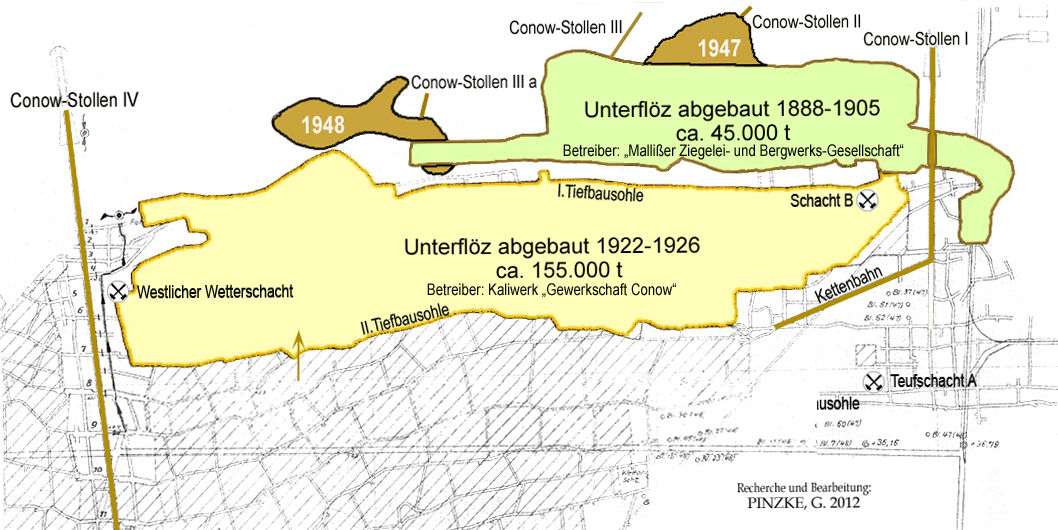
Lage der Schächte, Stollen und Tiefbausohlen der Gewerkschaft Conow

Als in den Jahren nach dem Ersten Weltkrieg die Brennstofflage angespannt war, erwarb die Gewerkschaft Conow, die in unmittelbarer Lage das Kaliwerk Conow betrieb, die Abbauberechtigung für das Braunkohlenbergwerk Malliß, um das Kaliwerk mit Kohle versorgen zu können. Sie richtete das Grubenfeld 1922 unterhalb der alten Abbaue aus den Jahren 1894/1908, nordwestlich der sogenannten Chausseestörung, durch einen Tagesschacht (Schacht B) sowie später durch eine zutage endende „Schiefe Ebene“, den Conow-Stollen I, für die Braunkohlengewinnung vor. Schacht B diente der Wasserhaltung und Bewetterung, war aber auch durch ein eingebautes Fahrtrum als Rettungsweg ausgerüstet. Fahrung und Förderung liefen jedoch über den Conow-Stollen I. Schacht B wurde auf dem Bohrloch Nr. 49, dicht an dem von Conow nach Bockup führenden Weg abgeteuft. Er traf das Kohlenflöz in der Teufe von 45,2 m und wurde noch 3 m in dessen Liegende geteuft; seine Gesamtteufe betrug also rund 51 m. Er wurde in Bolzenschrotzimmerung mit dichter Verschalung von 40 mm-Bohlen ausgeführt. Die lichte Weite des Schachtes betrug 2,50 m × 3,50 m.

#### Aus- und Vorrichtung, Abbauverfahren
Nach Fertigstellung des Schachtes wurde am nordöstlichen Schachtstoß eine Pumpenkammer in der Kohle ausgearbeitet, ausgezimmert und ausgemauert. Dann wurde östlich vom Schacht beginnend eine doppelgleisige Schiefe Ebene (Conow-Stollen I) in Türstockzimmerung mit dichter Verschalung und einer Neigung von etwa 7 Grad in nordöstlicher Richtung, etwa parallel zum Conow-Bockuper-Weg, bis zu Tage aufgefahren. Sie hatte die lichten Maße 2,30 m × 2,10 m und wurde in einsteiniger Backstein-Mauerung ausgekleidet.
Zur Vorrichtung der Lagerstätte wurde im Streichen des Flözes nach beiden Seiten des Schachtes eine doppelgleisige Hauptförderstrecke (I. Tiefbausohle) bis an die Baugrenzen getrieben. Beim Vortrieb ins Unverritzte wurde zur Sicherung vor Sanddurchbrüchen täglich vorgebohrt sowie eine elektrische Handlampe und Abdichtungsmaterial (Bretter und Stroh) bereitgehalten. Schwebende Abbaustrecken wurden in Abständen von ungefähr 15 m bis zum Alten Mann beziehungsweise zum Ausgehenden aufgefahren. Die streichenden Pfeilerstrecken hatten Abstände zueinander von 10 m, die eigentlichen Abbauorte, die sogenannten Brüche, hatten die Maße von rund 4 m × 4 m. Als Abbauverfahren kam Pfeilerrückbau (-bruchbau) zur Anwendung. Zwischen Altem Mann und Fahrstrecken verblieben Sicherheitspfeiler, um diese als sichere Fluchtwege nutzen zu können.
1924 wurde nach Westen, zur weiteren Vorrichtung des sogenannten Westflügels, vom Conow-Stollen I die II. Tiefbausohle bis zum „Westlichen Wetterschacht“ (vergl. obige Darstellung, etwa 600 m Länge), vorgetrieben. Zu dem entgegengesetzten Ostflügel hin wurde der begonnene Streckenvortrieb später eingestellt, da eine von Übertage gestoßene Bohrung (Bohrung 38) eine sogenannte Flözverdrückung antraf. Hier, im östlichen Niveau der II. Sohle, wurde das Kohlenflöz durch eine Kieseinlagerung verdrängt. Dieser östliche Bereich sollte später durch die III. Tiefbausohle, ausgelenkt vom Conow-Stollen I aus, angefahren werden. Dort wurde schon im September 1920 mit dem Abteufen eines Schachtes begonnen (Teufschacht A), der jedoch bei Teufe 24 m infolge starken Sand- und Wasserauftriebs aus dem Lot kam und aufgegeben werden musste.
Die Bewetterung erfolgte auf natürlichem Wege. Bei Bedarf konnte jedoch jederzeit ein Grubenlüfter auf Schacht B in Betrieb genommen werden. Später, als die I. Sohle den Alten Mann erreichte, wurde der „Westliche Wetterschacht“ angelegt, durch den sich die Grubenbewetterung noch verbesserte. Der Betriebsplan sah vor, gegebenenfalls in der Nähe der Abbauörter weitere Wetterbohrlöcher von 30 cm Durchmesser von unten nach Übertage zu stoßen.
Die Grubenwässer-Zuflüsse betrugen etwa 1 m³/min. Sie wurden in der Sumpfstrecke der II. Sohle gesammelt und von mehreren elektrischen Kreiselpumpen, die in einer Pumpenkammer oberhalb der Sohle aufgestellt waren, zu Tage gehoben. Später, so war geplant, sollte die Hauptentwässerung über Schacht A (in obiger Darstellung „Teufschacht A“) laufen.

#### Die Kettenbahnförderung
Die 1922 in Betrieb genommene Kettenbahn (gebaut von der Maschinenfabrik A. W. Mackensen aus Magdeburg) im Conow-Stollen I wurde 1924 unterhalb der I. Tiefbausohle in einem Winkel von 113 Grad nach Westen abgezweigt und mit geringem Einfallen zur II. Tiefbausohle geführt. Die Herstellung einer geradlinigen Verlängerung in einfallender Richtung wurde wegen der Schwierigkeit und der Kosten, die eine solche doppelgleisige Strecke in den zu durchörternden geologischen Verwerfungszonen mit sich brächte, verworfen. Am Knickpunkt der um 117 m verlängerten Kettenbahn wurde die Kette (unkalibrierte Kette, Gliederstärke 16 mmp, geliefert von der Firma Caspar Post & Söhne aus Hagen) um zwei Umlenkscheiben von 860 mm Durchmesser herumgeführt, zu deren beiden Seiten Kettentragrollen angeordnet wurden. Die Umlenkscheiben und Tragrollen wurden so hoch verlegt, dass die Kette sich rechtzeitig selbsttätig aus den Mitnehmern der Förderwagen löste. Die Wagen durchfuhren sodann die Gleiskurve und wurden von einem Fördermann wieder unter die Kette geschoben. Der Antrieb erfolgte durch einen 15 kW-Elektromotor. Die Leistung der Kettenbahn wurde angegeben mit 3.000 Hektoliter Kohle (entspricht 225 t) in 15 Stunden. Ein Förderwagen fasste 6 hl oder umgerechnet 450 kg.
Die durch Conow-Stollen I zutage geförderten Förderwagen wurden auf einer Verladebühne mittels Kreiselwipper über Roste in Kohlenbunker gestürzt und von hier teils in Bahnwaggons, teils in Fuhrwerke verladen. Betriebsführer waren Franz Buttenberg, später Gottlieb Riemer. Gefördert wurden von 1922 bis 1926 etwa 155.000 t ausschließlich für die Kesselanlagen des Werkes. Mit der Stilllegung des Kalibergwerkes 1926 kam das Braunkohlenbergwerk ebenfalls zum Erliegen.

### „Landesverwaltung Mecklenburg-Vorpommern, Braunkohlen- und Salzgewinnung“, gefolgt von „Mecklenburgische Braunkohlenbergbau G.m.b.H. Malliss“ sowie letztlich „VEB (K) Braunkohlenbergwerk Malliß“ (1945–1960)

#### Die Wiederbelebung des Kohlenabbaus nach Kriegsende
Nach der Besetzung Mecklenburg-Vorpommerns durch die Rote Armee setzte die Sowjetische Militäradministration in Deutschland (SMAD) am 9. Juli 1945 eine Landesverwaltung ein. Diese und die spätere Landesregierung (ab Dezember 1946) unterstanden der Aufsicht und Kontrolle der SMAD beziehungsweise der SMA und hatten ihre Befehle umzusetzen.

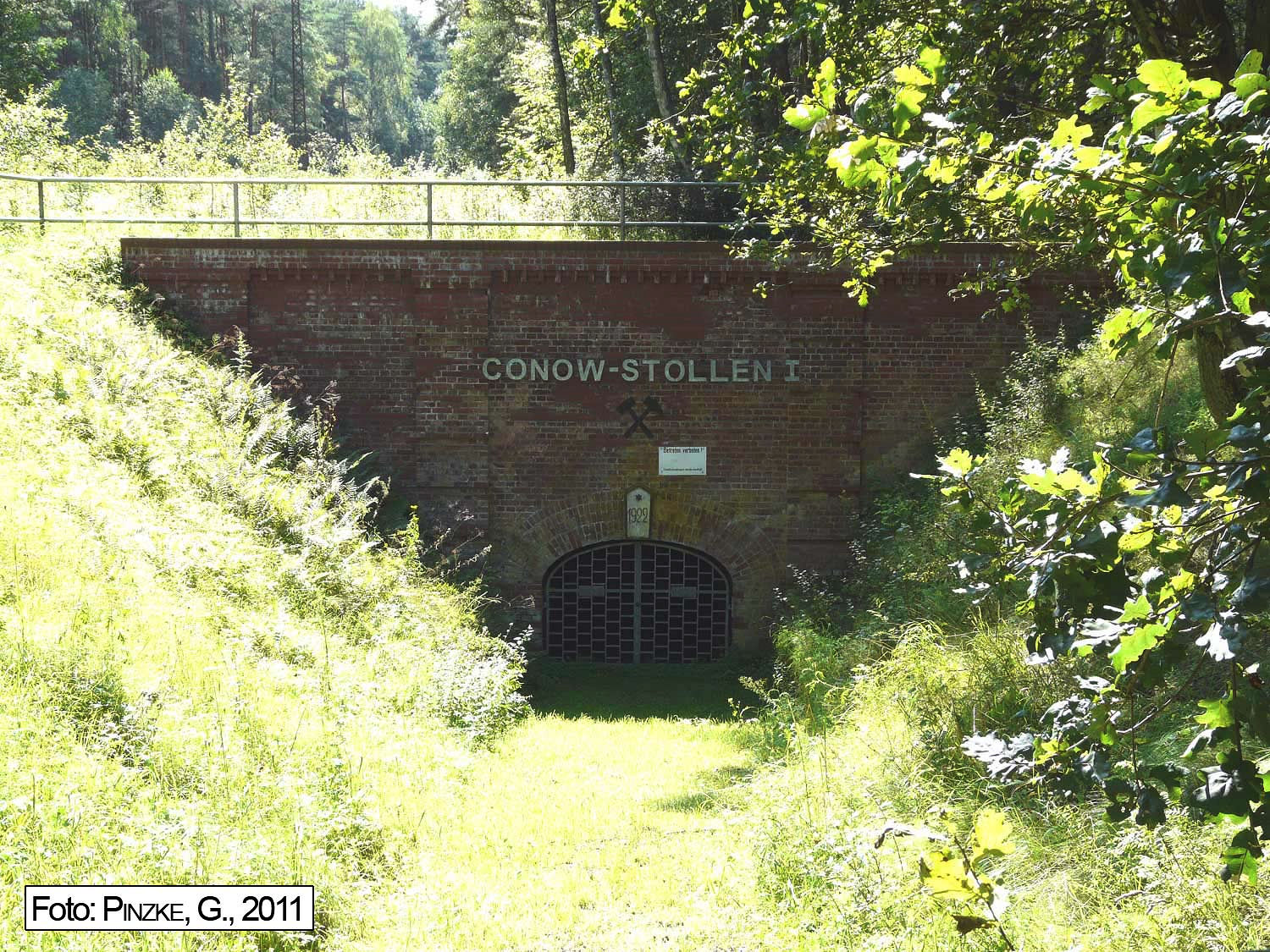
Eingang des Conow-Stollens I

Die Sowjetische Militäradministration übte bis zur Gründung der DDR im Oktober 1949 die oberste Regierungsgewalt aus.
Dieser im Juli eingesetzten Landesverwaltung machte der in Malliß wohnende Bergwerksdirektor Friedrich Prinz mit Schreiben vom 25. August 1945 auf das Mallißer Braunkohlenvorkommen aufmerksam. Letztlich war wohl sein „Endbericht über meine Untersuchungen der Nutzbarmachung des Braunkohlenvorkommens in Malliss-Bockup“ vom 19. Oktober 1945 Anlass des Befehls Nr. 13 vom 26. Januar 1946 der SMAD: „Erbeutung von Heizmaterial: […] Ferner befinden sich beim Dorf Malliss, Kreis Ludwigslust, bedeutende Braunkohlenvorkommen,(gegen 1 Million to), deren Ausbeute bis jetzt nicht begonnen hat, obwohl diese Kohle sowohl für Industriezwecke als auch für den Bedarf der Bevölkerung Verwendung finden könnte. Zur Ausführung des erwähnten vom Oberbefehlshaber der sowjetischen Truppen in Deutschland, Marschall Shukow, erlassenen Befehls [mit Befehl Nr. 103 vom 10. Oktober 1945 hatte der Oberbefehlshaber der Sowjetischen Besatzungstruppen in Deutschland, Marschall Shukow, die Landespräsidenten und örtlichen Selbstverwaltungen bereits beauftragt,] […] mit allen Mitteln die Ausbeutung jeglicher Art örtlichen Heizmaterials zu fördern.[…] befehle ich:“
- „§ 4. Zwecks Abbau der Braunkohlenablagerungen im Dorfbezirk Malliss (Kreis Ludwigslust) beantrage ich beim Direktor der Bergwerk-Gesellschaft „Malliss“, Herrn Prinz, sofort mit der Abstützung zweier Kohlenschächte zu beginnen und zum 15. Juli d. J. zu beenden. Durch Erhöhung der Kapazität zum 1. Januar 1947 ist eine monatliche Ausbeute von 15.000 to Braunkohle zu erreichen.“
- „§ 5. Der Chef der Wirtschaftsabteilung bei der Verwaltung der SMA in Mecklenburg und Vorpommern, Oberst der Garde Michailow, hat die Übergabe der sich auf dem Gebiet des Marinearsenals (Dorf Conow, Kreis Ludwigslust) befindlichen, für den Arbeitsbeginn erforderlichen Bergschacht-Einrichtung zu gewährleisten und eine Kontrolle über die Durchführung dieses Befehls einzurichten“.[1]

Der Vollständigkeit halber soll nicht unerwähnt bleiben, dass noch vor Kriegsende mit Schreiben vom 23. März 1945 der Neu Kalißer Bürger Victor Bausch (seinerzeit Direktor der Papierfabrik Neu Kaliß) die alte Mecklenburgische Staatsregierung im Detail auf das Mallißer Braunkohlenvorkommen aufmerksam machte: […] „Angesichts der derzeitigen Notlage würde ich es insbesondere im Interesse einer Förderung von Hausbrandkohle sehr begrüßen, wenn das in Vergessenheit geratene Mallisser Braunkohlevorkommen von kompetenter Seite einer Überprüfung auf Abbaufähigkeit und Förderungswürdigkeit unterzogen würde“.
Mit „Bescheinigung“ vom 17. Dezember 1945 betraute die Abteilung Wirtschaft der Landesregierung des Landes Mecklenburg-Vorpommern Bergwerksdirektor Prinz unter anderem mit der Aufgabe zur Wiedererrichtung eines Braunkohlenbergwerkes. Die Betriebsgenehmigung erfolgte unter dem 5. September 1946; mit den Bergbauarbeiten wurde im Oktober gleichen Jahres begonnen.

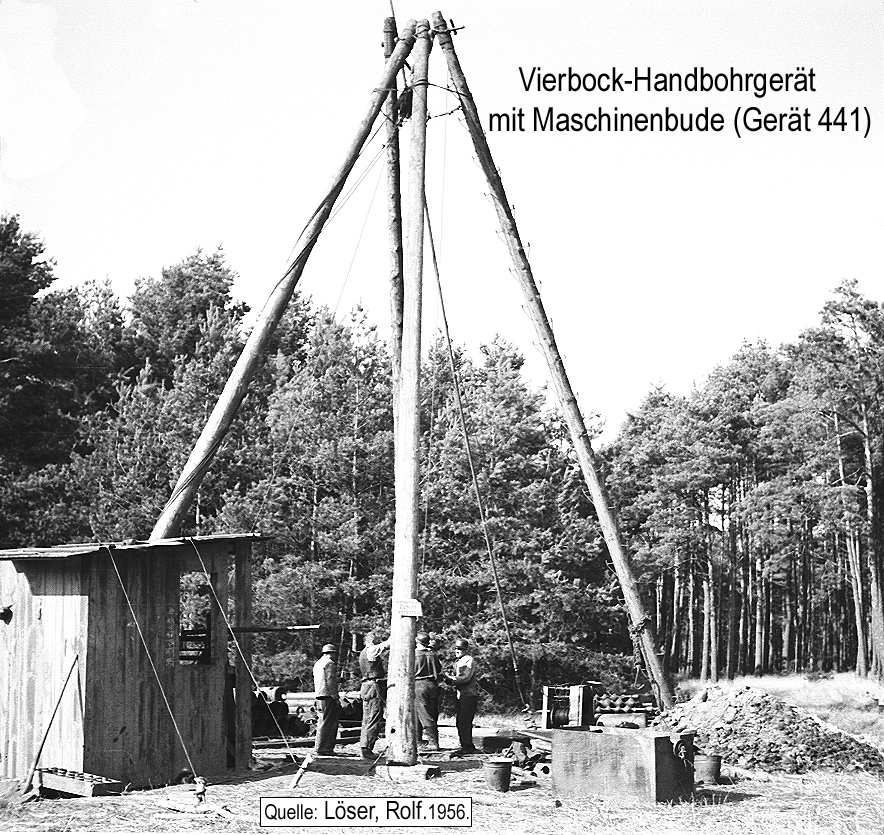
Vierbock-Handbohrgerät mit Maschinenbude (Gerät 441)

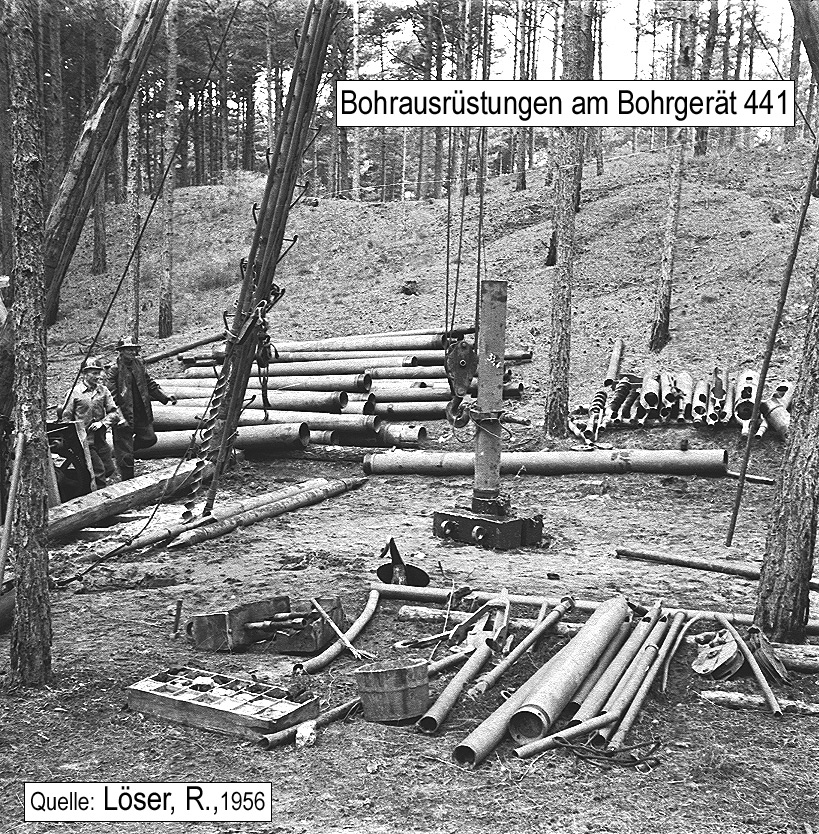
Gerät 441, Bohrwerkzeuge, Rohrtouren, Fächerkiste mit Bohrproben

Im Jahresabschluss zum 31. Juli 1947 der Mecklenburgischen Braunkohlenbergbau G.m.b.H. heißt es: […] „Im Februar 1946 wurde mit den Vorarbeiten zur Aufschließung eines Braunkohlenbergwerkes in Malliss begonnen.[…] Durch Tiefbohrungen von März bis August 1946 zur Untersuchung des Kohlenflözes wurde Braunkohle mit einer durchschnittlichen Mächtigkeit von 2,5 bis 2,6 m festgestellt. Das Einfallen des Flözes von NO-SW beträgt etwa 10 m auf 100 m. Die Analysen der erbohrten Kohle ergaben 2.300 – 4.000 WE. Das Bergwerksgelände ist Eigentum des sequestrierten Ziegeleibesitzers Albert Lütke in Malliss“.
Das Stammkapital dieser Gesellschaft betrug 500.000 Reichsmark; davon übernahm das Land Mecklenburg 499.000 Reichsmark und Prinz 1.000 Reichsmark.
Seinen Anteil trat Prinz am 20. Januar 1948, noch vor der Überführung des Betriebes in Volkseigentum (als VEB Braunkohlenbergwerk Malliß), an das Land ab. Diese Überführung erfolgte durch Beschluss der außerordentlichen Gesellschafterversammlung am 18. Juli 1949.
Die Betriebsleitung ließ den Feldesteil, der für den Abbau zunächst in Betracht kam, planmäßig abbohren. Da das Oberflöz nach den Bohrergebnissen z. T. nicht vorhanden, z. T. nicht abbauwürdig war, beschränkte sie sich auf die Ausrichtung des Unterflözes. Dazu sollten zwei Förderschächte (Schacht I, geplante Teufe 55 m sowie Schacht II, geplante Teufe 65 m), im Abstand von 100 m voneinander, im Querschnitt von 3,6 m × 2,1 m niedergebracht werden. Die Landesregierung bevollmächtigte Prinz mit Schreiben vom 30. April 1946, mit der Fa. Gebhardt & Koenig, Deutsche Schachtbau AG, Nordhausen, einen entsprechenden Vertrag abzuschließen. Vertragsabschluss war am 20. August 1946. Er beinhaltete das Abteufen der beiden Schächte, das Herstellen der Füllörter, das Auffahren der Verbindungsstrecke zwischen beiden Schächten sowie das Auffahren einer Wasserstrecke von ungefähr 300 m Länge.
Das Abteufen dieser Schächte begann am 2. September 1946 auf den Bohrungen VII/46 und VIII/46 traditionell per Hand, bis zusitzende Wässer nicht mehr beherrschbar wurden. Das Weiterverteufen mittels der Gefrierschachtmethode lehnte die Bergwerksverwaltung aus Kostengründen ab und entschied sich für das chemische Verfestigungsverfahren nach Hugo Joosten. Die Bereitstellung der dafür erforderlichen Chemikalien war im zerstörten Deutschland schon ein großes Problem. […] „Es gab kaum Waggons und darüber hinaus sind das für die Wasserglasherstellung erforderliche kalzinierte Glaubersalz und der Schmelzsand schwer beschaffbar.“
Umso enttäuschender war, dass, nachdem etwa 125 t Wasserglas und Chlormagnesium eingepresst worden waren, die tonhaltigen Sandschichten sich nicht verfestigten ließen. […] „Ein weiteres Abteufen von Hand war nicht möglich, weil der Auftrieb auf der Schachtsohle und der Seitendruck an den unteren Schachtstößen ständig zunahm, so dass die Schächte sich zu setzen begannen und die Gevierte aus dem Lot kamen.“
Die angefangenen Schächte mussten im August 1947 bei einer Teufe von 20 m (Schacht I) resp. 22 m (Schacht II) aufgegeben werden.
Der Versuch, den alten Conow-Stollen I wieder aufzuwältigen, scheiterte an dem Zusammengehen des alten Streckenkreuzes der früheren Kettenbahn, wodurch die Grubenbaue vollständig mit Sand versetzt wurden, sich mit Wasser füllten und somit ein Durchteufen nicht ermöglichten.

#### Das Mallißer Abbauschema
Der Aufschluss der Lagerstätte erfolgte durch seigere Schächte und sogenannte Schiefe Ebenen (Stollen) entsprechend dem Flöz-Einfallen. Das weitere Vorrichten der Lagerstätte erfolgte durch von diesen einfallenden Strecken in Abständen von etwa 25 m angesetzten streichenden Strecken. Für die Gewinnung der Kohle kam der für den Braunkohlen-Tiefbau übliche Pfeilerbruchbau zur Anwendung.
Charakteristisch für den in Malliß umgehenden Bergbau war seine Dezentralisation, die durch die geologischen Verhältnisse bedingt war. Der röllige und nach seiner Entwässerung rieselnde Sand im Hangenden des Flözes, sowie die im Liegenden zusitzenden und unter Druck stehenden Wässer ließen es nicht zu, Grubenbaue außerhalb des Kohlenflözes aufzufahren. Alle Grubenbaue mussten wegen des labilen Deckgebirges sorgfältig mit Holzausbau (Deutsche Türstockzimmerung mit dichtem Verzug) oder Backsteinmauerung gesichert werden.
Die Grubenförderung geschah in den seigeren Schächten mittels Haspel und Fördergestellen, in den Schiefen Ebenen (Stollen) durch Kettenbahnen und in den streichenden Strecken per Hand. Dort war infolge der sehr wechselhaften Streichrichtung der Lagerstätte einer Mechanisierung der Förderung Grenzen gesetzt. Die natürliche Bewetterung der Grubenbaue überwog; es war aber auch in einigen abgelegenen Feldesteilen Sonderbewetterung mittels stationärer Gruben- sowie Luttenventilatoren verschiedener Bauart und Leistung vonnöten. Die frischen Wetter führten von den Kettenflachen über die Abbausohlen nach Norden und Süden, bestrichen die einzelnen Abbauörter und zogen durch eine Vielzahl von Wetterschächten wieder aus. Anderenorts im Braunkohlenbergbau auftretende sogenannte Schlagende Wetter oder gar Gasausbrüche traten in Malliß nicht auf. Berichtet wird aber, dass insbesondere bei starkem Barometersturz sogenannte Matte Wetter (sauerstoffarme) auftraten. Die Bergleute merkten diese Gefahr am Flackern, später Rußen und letztlich Erlöschen der Acetylen-Grubenlampen. Sie verließen daraufhin sofort diesen Grubenbereich. Unfälle in diesem Zusammenhang traten nicht auf. Die Sicherheit der Grubenbaue erforderte das Stehenlassen von Sicherheitspfeilern und führte zu Abbauverlusten von praktisch 30 Prozent. Von entscheidender Bedeutung war die Wasserhaltung, sowohl die vorauseilende Feldentwässerung (mittels vieler Filterbrunnen) als auch das Sammeln und Abführen der Grubenwässer. Weitere technologische Einzelheiten werden folgend unter Conow-Stollen V und VI beschrieben.

#### Der weitere Feldesaufschluss

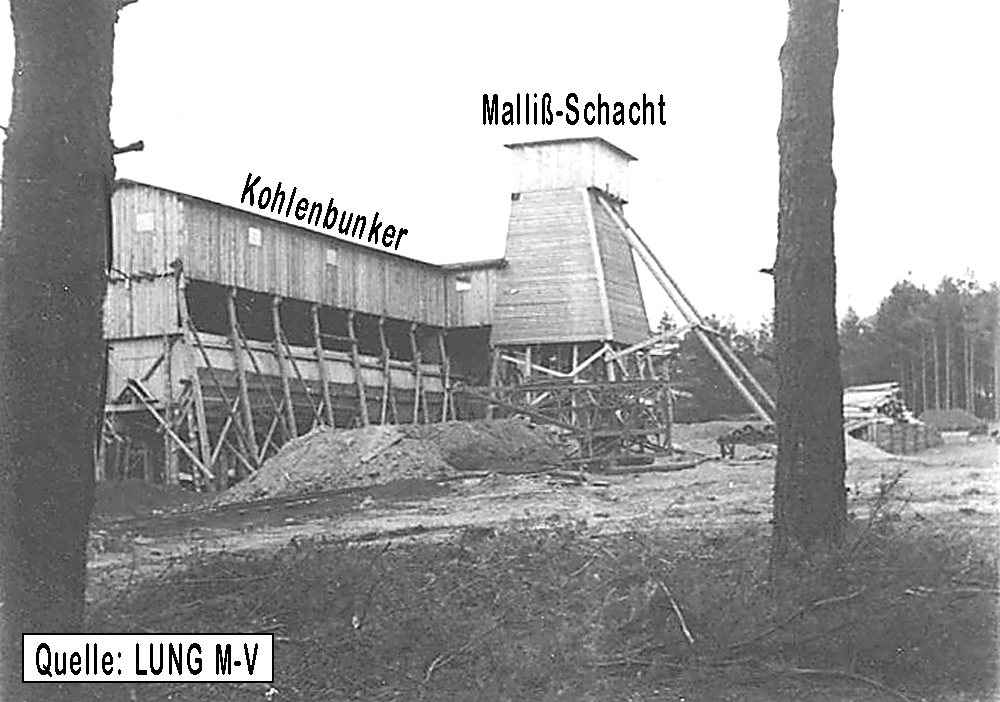
Ansicht des Malliß-Schachtes

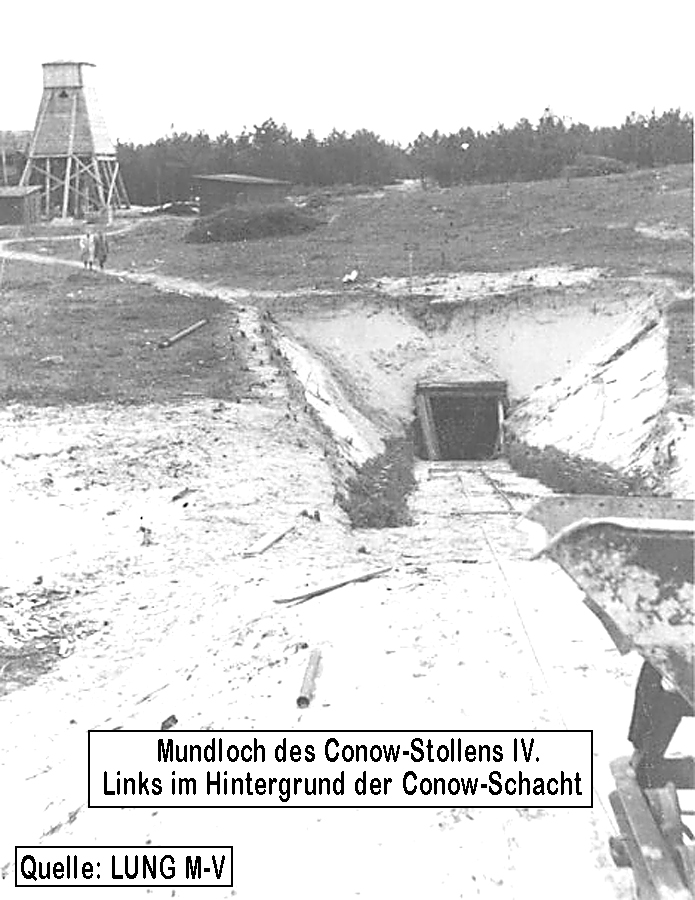
Ansicht des Conow-Stollens IV

So wurden alsbald eine festgestellte alte Restpartie des Conow-Stollens sowie Restpartien am Ausgehenden der Lagerstätte durch einfallende Tagesstrecken – die Conow-Stollen II bis III (IIIa) – bis zu einer flachen Länge von 70 m aufgeschlossen und abgebaut. Streichende Strecken nach NW führten bis an die Chaussee-Störung; nach Südosten bis an den Alten Mann des Marien-Stollen-Feldes. Der Abbau der Restpartien dieser Felder erfolgte unter Stehenlassen eines Sicherheitspfeilers. Gefördert wurden aus Conow-Stollen II 567 t (bereits abgeworfen im Januar 1948) und aus Conow-Stollen III/IIIa noch 2.805 t (abgeworfen im März 1948). Im März 1948 wurde der neue eintrümige Conow-Schacht, nordwestlich vom Conow-Stollen III belegen, mit einer Tiefe von 18 m bis zur 1. Sohle niedergebracht und im Laufe des Jahres das Flöz mit einfallenden Strecken bis zur 6. Sohle (75 m Teufe) aufgeschlossen. Die Kohleförderung begann im Mai 1948. Zunächst in begrenztem Maße, weil die einfallenden Strecken mehrere wasserführende Störungszonen auf einer flachen Länge von 110 m durchörtern mussten. Im September 1948 ereignete sich zudem noch auf der 6. Sohle ein Wasser- und Schwimmsandeinbruch aus dem Alten Mann, wodurch die weiteren Aufschlussarbeiten für zwei Monate zum Erliegen kamen.
Das Flöz wurde durch streichende Strecken nach Nordwesten und Südosten vorgerichtet. Hier, am Conow-Schacht, wurde 1949 eine „Schiefe Ebene“ des Conow-Stollens IV angelegt. Versuchsbohrungen im Nordwesten des Conow-IV-Schachtes bis zu einer Entfernung von 1.000 m vom Schacht erbrachten günstige Flözmächtigkeiten von 2,20 m bis stellenweise 3,20 m. Das Kettenbahnflachen wurde bis zur 6. Sohle zweitrümig aufgefahren. Aus Conow-Stollen IV wurden bis zum 14. Juli 1949 3.282 t Kohle gewonnen.
Am 15. Juli 1948 wurde mit dem Abteufen des Malliß-Schachtes rund 150 m südöstlich der B 191 begonnen. Der Schacht wurde bis zum 7. August 1948 trocken bis in die Kohle niedergebracht. Mit der Förderung wurde am 1. September 1948 begonnen. Er hatte eine Teufe von 24 m. Die Förderung geschah doppeltrümig, gefördert wurden bis zu 150 Tonnen pro Tag. Richter hält es für lagerstättengeologisch erwähnenswert, dass hier beim Schachtabteufen, wie bereits zuvor in Bohrloch 2/48 bei 8,6 m Teufe sowie in Bohrloch 19/48 bei 4,5 m Teufe „[…] ein nesterartiges Kohlenvorkommen, das in trockenem Zustande zu Pulver zerfällt und von den Bergleuten als „Torfkohle“ bezeichnet wird, angetroffen wurde.[…] Es scheint sich um eine allochthone Bildung zu handeln“.
Beide Schächte, Conow und Malliß, hatten die technischen Voraussetzungen für einen folgenden Drei-Schicht-Betrieb mit einer Förderung von arbeitstäglich 150 Tonnen.
Im August gleichen Jahres wurde 400 m nordwestlich der B 191 mit dem Abteufen eines Rohrschachtes nach System Zänsler (Endteufe 42,9 m. Enddurchmesser 1.000 mm) begonnen und im März 1949 fertiggestellt. Er diente später als ausziehender Wetterschacht. 1949 wurden weitere 78 Erkundungsbohrungen niedergebracht. Da die Kosten einer Tonne Kohle im Malliß-Schacht fast das Doppelte einer Tonne Kohle vom Conow-V-Stollen betrugen, wurde der Malliß-Schacht mit Genehmigung der Staatlichen Behörden im November 1954 stillgelegt.

#### Die anfänglichen Absatzschwierigkeiten
Erste Absatzschwierigkeiten traten bereits im Sommer 1949 auf. Grund war, dass viele Feuerungsanlagen der Industriebetriebe diese Art Rohbraunkohle nicht effizient verfeuern konnten. Bei den bislang üblichen Steinkohlenfeuerungsanlagen fiel ein Großteil der Mallißer Rohbraunkohle aufgrund des hohen, bis zu 70 % betragenden Gruskohle-Anteils unverbrannt durch die Roste.
Die Bergwerksleitung bemühte sich daher sehr intensiv, dieses Problem in Zusammenarbeit mit Wissenschaftlern, Heizungssachverständigen und Behörden zu lösen. Um die Kohle effektiv zu nutzen, eigneten sich Heizungsanlagen mit Braunkohlenvorfeuerungen (wie Mulden- oder Treppenrostfeuerungen). Viele größere Betriebe, wie zum Beispiel die Papierfabrik Neu Kaliß, stellten daraufhin ihre Kesselfeuerungen um. Bedeutende Abnehmer waren später unter anderem die Warnowwerft Warnemünde, die Volkswerft Stralsund, die Mathias-Thesen-Werft Wismar, das Dieselmotorenwerk Rostock und die Ziegelwerke Malliß. Ab 1957 kamen noch die Fliesenwerke Boizenburg mit einem Bedarf von immerhin 12.000 Tonnen pro Jahr hinzu.
Prinz schlug auch vor, bei Malliß ein Elektrizitätswerk mit einer Leistung 10.000 kW zur Verstromung der Braunkohle zu errichten. In einer „Denkschrift“ der Werksleitung vom 6. Mai 1950 heißt es: […] „Durch die vermehrte Stromabnahme des Landes Mecklenburg, die sich nach Fertigstellung der großen Werften, Hafenanlagen und sonstiger im Bau- und Umbau begriffener Betriebe in diesem und in den nächsten Jahren noch bedeutend steigern wird, ist damit zu rechnen, dass der angelieferte Strom und Spannung nicht ausreichen, um den Betriebs- und Beleuchtungsstrom voll zu liefern. Schon jetzt müssen bei starker Beanspruchung Abschaltungen und Sperrstunden vorgenommen werden, die sich bei Anlaufen der Neuanlagen noch verstärken werden. Malliss mit seinem Kohlevorkommen von ca. sieben Mill. Tonnen würde in der Lage sein, Jahrzehnte hindurch die notwendigen Kohlen zu liefern, da bei einem 10.000 kW-Werk jährlich etwa 120.000 Tonnen Kohle notwendig sind. Mit den erzeugten etwa 65 Millionen Kilowattstunden im Jahr könnte man den westlichen Kreis Mecklenburgs mit Strom beliefern und hätte den dann von Süden kommenden Strom für Mittel- und Ostmecklenburg zur Verfügung. Eine direkte Umwandlung der Mallisser Braunkohle wäre die ideale Lösung und würde auch den Weiterbestand des Bergwerkes für Jahrzehnte sicherstellen und damit verbunden einer Belegschaft von 230 Mann dauernd Arbeit geben. Die Grube Malliss ist nicht mehr eine Versuchsanlage, sondern ein wirkliches Bergwerk mit den modernsten Anlagen“.
Und letztlich waren die Versuche zur Herstellung von Nasspresssteinen mit Zusatz von Paraffin-Erzeugnissen negativ, weil die Mallißer Kohle für eine Brikettierung durch ihre Struktur und Inhaltsstoffe ungeeignet war.
Gegen Ende des Jahres 1950 hatten die potenziellen Abnehmer sich mit ihren Feuerungsanlagen auf die Besonderheiten der Mallißer Rohbraunkohle eingestellt, sodass sowohl die Förderung voll abgesetzt als auch die Haldenbestände abgebaut werden konnten.

#### Die Hauptschächte Conow-Stollen V und VI

##### Conow-Stollen V
Die geologischen Untersuchungsarbeiten für das Baufeld „Conow-Stollen V“ wurden in den Jahren 1955/56 von der Staatlichen Geologischen Kommission, Geologischer Dienst Schwerin, niedergebracht. Die Bohrabstände betrugen ungefähr 150 m × 200 m, stellenweise sogar weniger. Die Bohrungen wurden zumeist bis ins Liegende des Flözes gestoßen. Bis zu einem Deckgebirge von rund 70 m wurde eine Flözmächtigkeit von 2,0 m bis bemerkenswerten 3,6 m erbohrt. Bei den größeren Teufen wurde ein allgemeines Abschwächen des Flözes bis unter 2 m Mächtigkeit festgestellt.

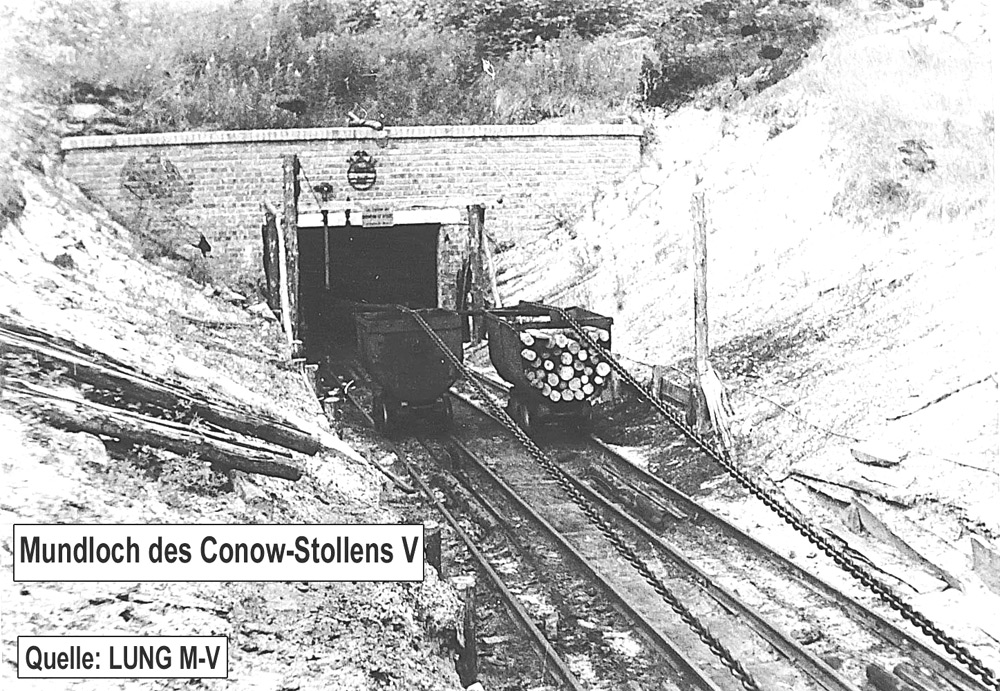
Ansicht des Conow-Stollens V

Der vorprojektierte neue seigere Schacht Conow V wurde nicht gebaut, sondern im August 1952 mit dem Auffahren des Conow-Stollens V begonnen.
Bereits nach vier Wochen vom Beginn dieser Arbeit an gerechnet wurde die erste Kohle gewonnen. Dieser Stollen war bis zum Ende des Bergbaus im Jahre 1960 der Hauptschacht. Hier wurde bereits die 1. Sohle schon als Doppelbahn aufgefahren. Aus doppeltrümigen Bremsbergen heraus wurden die Abbaustrecken ausgelenkt. Die Vorrichtungsarbeiten wurden mit den Teufflachen I und II sowie mit der einfallenden Hauptkettenbahn bis zur 7. Sohle betrieben. Der Sohlenabstand betrug etwa 50 m. Die streichende Vorrichtung wurde mit der 5. Sohle Nord bis zur Feldesgrenze; mit der 6. Sohle Nord 380 m und mit der 6. Sohle Süd 600 m bis zu den Grubenbauen der stillgelegten Anlage Conow-Stollen IV betrieben. Zum Abbau kamen 1959 die Pfeiler der 4. Sohle Nord sowie der 5. Sohle Süd und Nord. Als Abbauverfahren fand Pfeilerbruchbau Anwendung. Die Größe der Brüche richtete sich nach den örtlichen Druckverhältnissen. Sie betrug max. 3 m × 4 m; die Bauhöhe betrug allgemein 2,2 m. Der Grubenausbau erfolgte in Holz unter Anwendung der Deutschen Türstockzimmerung.
Die Förderung nach Übertage erfolgte mittels Kettenbahnen, welche im Stollen Mitte 1953, auf der 1. Sohle Ende 1953 / Anfang 1954 eingerichtet wurden. Als Förderkette wurde eine unkalibrierte Gliederkette mit 18 mm Durchmesser verwendet. Die Fahrgeschwindigkeit betrug 1 m pro Sekunde, die Förderkapazität circa 250 t pro Schicht. Der Antrieb erfolgte mittels 15 kW-Elektro-Motoren. Teufflachen und ansteigende Strecken wurden je nach Bedarf mit elektrisch betriebenen Förderhaspeln mit offenem Seil betrieben. Die Abförderung der Braunkohle zu den streichenden Kettenbahnen erfolgte über Bremsberge mit offenem Seil. Die verwendeten Förderwagen hatten, wie überall eingesetzt, einen Rauminhalt von 0,5 m³.
Zur Fahrung dienten zwei Fahrschächte, die gleichzeitig als Wetterschächte ausgerüstet waren. Parallel zu der Schiefen Ebene verliefen im Abstand von je rund 10 m bis 15 m Fahrstrecken. Als dritter Fluchtweg diente die Schiefe Ebene. Zur Befahrung der Hauptfördersohle und der Bremsberge wurden parallel dazu Fahrstrecken mitgeführt. Die Wasserhaltung der etwa 3,5 m³/min betragenden Zuflüsse erfolgte mittels Kreisel- und Kolbenpumpen und verschiedenen Rohrleitungssystemen letztlich in einen Vorflutgraben der Rögnitz, welche der Elbe zufloss. Die Gewinnung der Kohle erfolgte ausschließlich mit der Keilhaue; Sprengmittel wurden nicht eingesetzt.

##### Conow-Stollen VI
Die geologischen Untersuchungsarbeiten für das Baufeld „Conow VI“ wurden in den Jahren 1954/55 und 1956 von der Staatlichen Geologischen Kommission, Geologischer Dienst Schwerin, niedergebracht. Die nördliche Begrenzung des Baufeldes bildete eine pleistozäne Störungszone, die durch mehrere Bohrungen nachgewiesen wurde. Die 1. Sohle erreichte diese Störung bereits nach etwa 200 m.
Die Vorrichtungsarbeiten wurden mit den Teufflachen I und II sowie mit der einfallenden Hauptkettenbahn bis zur 3. Sohle betrieben. Der Sohlenabstand betrug hier circa 60 m. Die streichende Vorrichtung wurde mit der 2. und 3. Sohle Nord bis zur Störungszone und nach Süden bis zu den alten Grubenbauen der Anlage Conow-Stollen V betrieben.

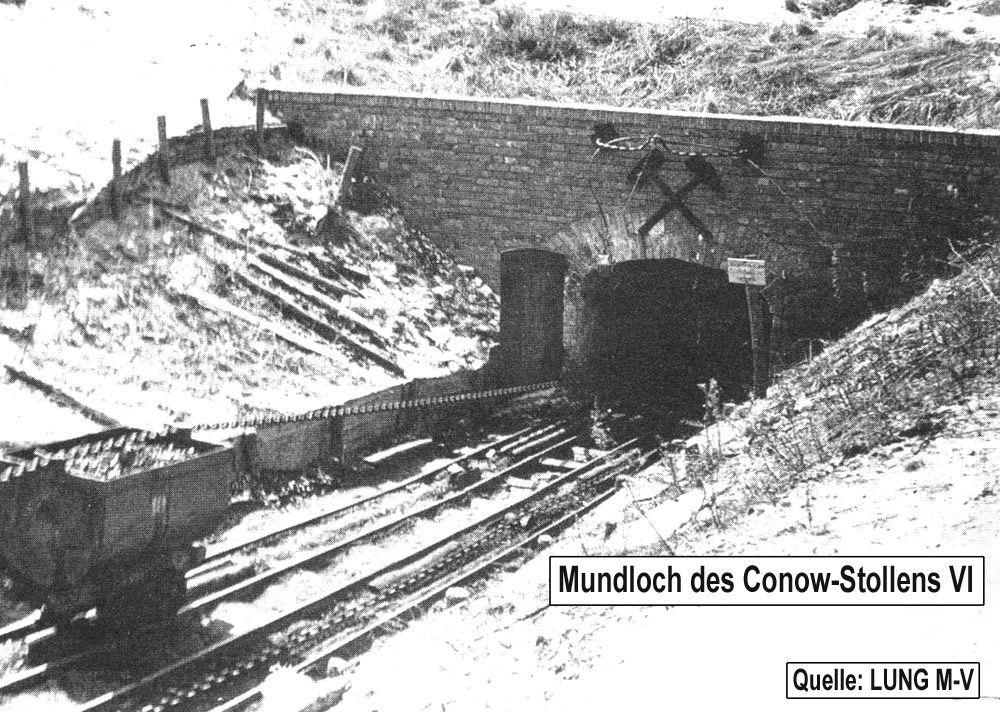
Ansicht des Conow-Stollens VI

Zum Abbau kamen 1959 die Restpfeiler der 1. Sohle Nord und Süd sowie die Pfeiler der 2. Sohle Süd und Nord ebenso im Pfeilerbruchbau bei gleicher Größe und Türstockzimmerung wie im Feld Conow V. Die Förderung in der Schiefen Ebene erfolgte mit einer Kettenbahn der gleichen Bauart wie im Conow-Stollen V. Die streichende Förderung auf der 1. Sohle wurde manuell betrieben, da die geringen Entfernungen einen Einbau von Kettenbahnen nicht rechtfertigten. Teufflachen und ansteigende Strecken wurden je nach Bedarf mit elektrisch betriebenen Förderhaspeln mit offenem Seil ausgerüstet. Die Abförderung der Braunkohle über Bremsberge erfolgte durch Haspel. Die Fahrung erfolgte analog wie auf Conow-Stollen V. Die Wasserzuflüsse in diesem Feldesteil betrugen ungefähr 0,5 m³/min und wurden der zentralen Wasserhaltung (s. unter Conow-Stollen V) zugeführt.
Die Tagesanlagen der Conow-Stollen V und VI besaßen massive Kohlenbunker von rund 200 t und 150 t Inhalt. Eine Aufbereitung der geförderten Braunkohle erfolgte nicht. Beide Anlagen waren mit Siebanlagen einer Kapazität von etwa 50 t/Tag zur Erzeugung von Hausbrand-Stückkohle ausgestattet. Die Verladung der Rohbraunkohle von den Kohlebunkern bis zum Reichsbahn-Anschluss erfolgte mittels Dieselloks und 1,75-m³-Loren auf 600-mm-Feldbahngleis. Die Verladung in die Eisenbahnwaggons erfolgte mittels zwei 25-m-Transportbändern.

#### Die Einstellung der bergbaulichen Arbeiten
Der Niedergang des Mallißer Braunkohlenbergbaus zeichnete sich bereits Ende 1956 an. Geologische Untersuchungsbohrungen hatten weitere Verwerfungen und stellenweise das Ausstreichen des Braunkohlen-Unterflözes festgestellt. In einem „Gutachten über die Verhältnisse der Tiefbauanlagen Conow V/VI des VEB (K) Braunkohlenwerkes Malliß“ der Technischen Bezirks-Bergbauinspektion Staßfurt vom 5. August 1958 ist zu lesen:
[…] „Am 22. Juli 1958 wurde seitens der Technischen Bezirks-Bergbauinspektion in Staßfurt die Anlage V/VI befahren. Der Abbau Conow IV erfolgte bis zu einer Teufe der 17. Sohle. Da sich für einen weiteren Aufschluss große Schwierigkeiten durch die Wasserverhältnisse im Liegenden und Hangenden, sowie Schwankungen der Mächtigkeit der Kohle ergaben, wurde Conow IV stillgelegt. Conow V liegt mit der 5. Sohle auf dem gleichen Niveau der 15. Sohle von Conow IV. Somit kommt der Betrieb mit den Vorrichtungsarbeiten für die 6. Sohle in den Bereich, in dem die gleichen Schwierigkeiten zu erwarten sind, wie sie in Conow IV aufgetreten sind.
[…] Die gleichen Verhältnisse werden in Conow VI bei den Vorrichtungsarbeiten der 2. bezw. 3. Sohle auftreten. Diese Schwierigkeiten liegen insbesondere in der mangelhaften Entwässerung bezw. der geringen Flözmächtigkeit. […]

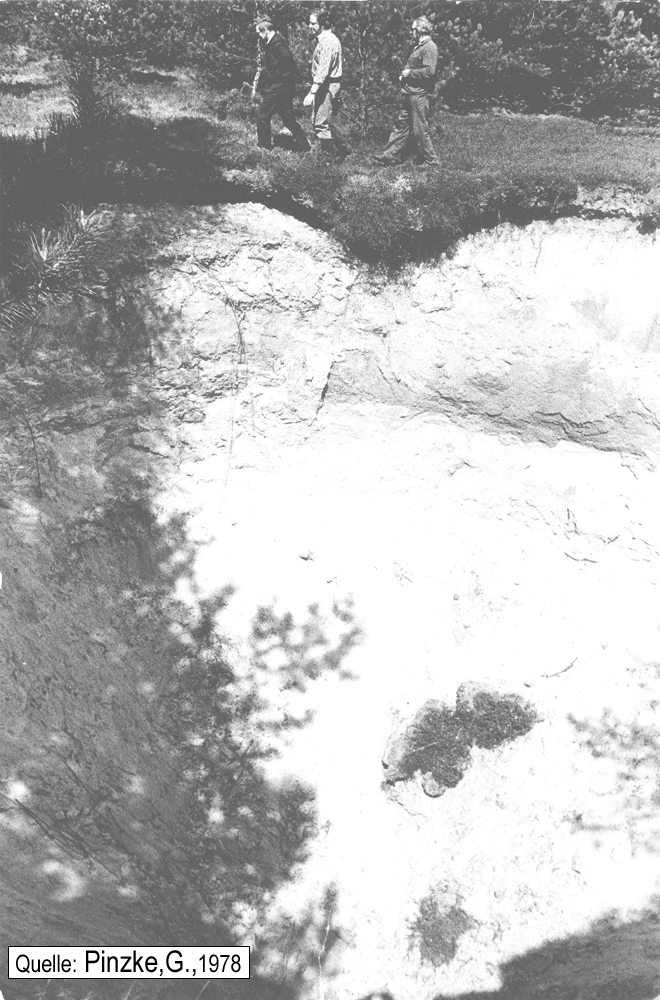
Tagesbruch von 1978 im Bereich der ehemaligen Panzerstraße

Alle diese Schwierigkeiten werden u.E. in der Zukunft eine Senkung der Produktion und damit eine Steigerung der Gestehungskosten bedingen, die eine Überprüfung der

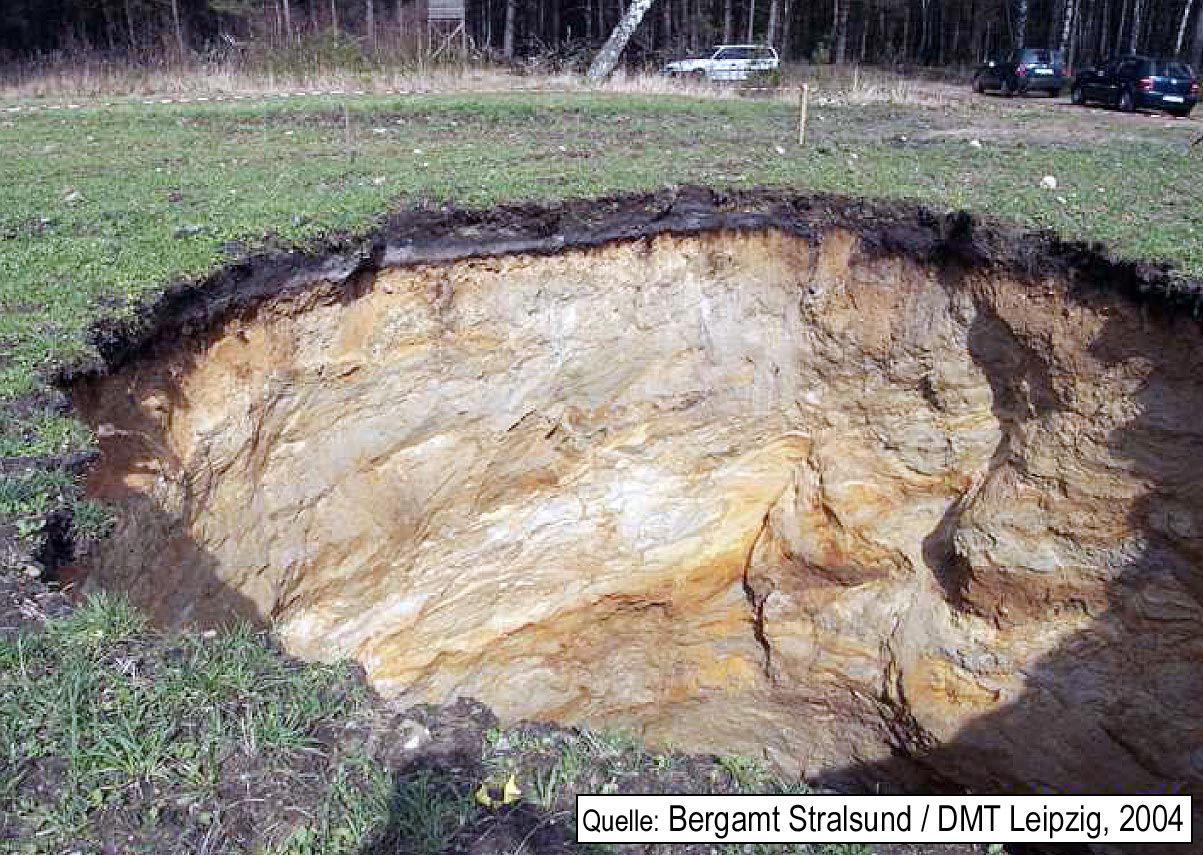
Tagesbruch aus dem Jahre 2004 westlich vom Conow-Stollen VI

Wirtschaftlichkeit des Betriebes erforderlich machen wird, zumal eine Mechanisierung der Anlage schlecht durchführbar sein wird“. Und im Betriebsplan des Werkes für das Jahr 1959 heißt es:
„Einer Steigerung der Förderung ist eine natürliche Grenze gesetzt durch die erschwerten Vortriebsarbeiten, die die erforderliche Vortriebsfläche dafür nicht zu schaffen vermögen. Die Erschwernisse sind in der Feinkörnigkeit der zu entwässernden Sande, insbesondere im Liegenden des Flözes begründet. Die Fließgeschwindigkeit ist äußerst gering, sodass für die Entwässerung und Entspannung ein gewisser Zeitraum vorhanden sein muss. Wird dieser Zeitraum nicht eingehalten und Vorrichtungsstrecken in ein unentspanntes Gebirge vorgetrieben, dann treten erfahrungsgemäß starke Liegend-Sand-Wasseraufbrüche auf, die trotz der Schaffung von Entlastungsorten in ihren Auswirkungen nicht zu beherrschen sind. Die Anlage Conow-Stollen V hat mit den Teufflachen I und II das Niveau der geplanten 6. Sohle erreicht. Die vorliegenden geologischen Untersuchungsbohrungen lassen nach der Teufe eine Vorplanung bis zur 9. Sohle zu. Darüber hinaus ist eine Verringerung der Flözmächtigkeit festzustellen, die eine wirtschaftliche Ausbeutung der Lagerstätte kaum noch zulassen wird. Daraus ergibt sich eine voraussichtliche Abbautätigkeit bis zum Jahre 1962–64“.
Die Bedeutung einer ausreichenden Vorrichtung der Lagerstätte zum Abbau der Kohle zeigen nachstehende Zahlen:
1958 wurden im Conow-Stollen V 2.810 m und im Conow-Stollen VI 2.770 m Förder- und Fahrstrecken sowie Bremsberge aufgefahren. Diese waren die Voraussetzung für die bis dahin höchste Jahresförderung von 105.791 t. Und solche Vorrichtungsleistungen waren durch die jetzt anstehenden lagerstättenhydrogeologischen Gegebenheiten einfach nicht mehr zu erreichen. Aus diesen Gründen wurde der Mallißer Bergbau unrentabel und letztlich am 31. März 1960 eingestellt. Insgesamt betrug in dieser Gewinnungsperiode des Mallißer Braunkohlenbergbaus die Kohlenförderung aus dem Unterflöz rd. 0,9 Mill. t. Letzter Werkleiter war Adolf Herrmann, letzter Technischer Leiter Johannes Winkler.
Mit Datum vom 11. April 1961 wurden die bergbaulich genutzten Flächen wieder dem Staatlichen Forstwirtschaftsbetrieb Perleberg, Sitz Karstädt, zur weiteren forstwirtschaftlichen Nutzung übergeben. Das gesamte ehemalige Mallißer Bergbau-Areal hat eine Größe von rund 120 Hektar.
Diese Bereiche zeigen Tagesbrüche und Einsenkungen. Eine besondere latente Tagesbruchgefahr besteht noch für Jahrzehnte in den Bereichen der Conow- sowie Malliß-Felder. Daher sollten durch Ausschilderungen abgesperrte Bereiche nicht betreten werden.

#### Die Qualität der Rohbraunkohle
Die Mallißer Unterflöz-Kohle ist der Genese nach eine Laubholzkohle, in der vornehmlich Eichenholz enthalten ist. Als Laubholzkohle besitzt sie nicht genügend Gehalt an Bitumen, um sie leicht brikettieren zu können.
Die Mallißer Braunkohle hatte in etwa folgende Körnung:
60 % von 0 bis 10 mm
20 % von 10 bis 20 mm
20 % über 20 mm
Bei Gehalten von etwa 50 % Wasser und 5–7 % Asche betrugen der untere Heizwert etwa 10.500 kJ / kg und der obere Heizwert etwa 12.100 kJ / kg. Die Siebkohle hatte bei 49 % Wassergehalt einen unteren Heizwert von etwa 11.300 kJ / kg und einen oberen Heizwert bis 13.200 kJ / kg.

#### Statistik
| Feld             | Zeitraum      | Tonnen      |
| ---------------- | ------------- | ----------- |
| Malliß-Feld      | 1947 bis 1954 | ca. 147.000 |
| Conow-Stollen IV | 1948 bis 1957 | ca. 240.000 |
| Conow-Stollen V  | 1952 bis 1960 | ca. 452.000 |
| Conow-Stollen VI | 1957 bis 1960 | ca. 75.500  |
| Gesamt           |               | ca. 914.500 |

| Jahr               | 1946 | 1947  | 1948   | 1949   | 1950   | 1951   | 1952   | 1953   | 1954   | 1955    | 1956    | 1957    | 1958    | 1959   | 1960   |
| Förderung (t)      | -    | 3.087 | 12.300 | 34.640 | 43.042 | 64.099 | 71.472 | 81.760 | 92.340 | 102.376 | 103.827 | 103.067 | 105.791 | 80.703 | 16.048 |
| Belegschaftsstärke | 92   | 136   | 196    | 218    | 195    | 216    | 242    | 247    | 254    | 254     | 256     | 256     | 261     | 215    | 170    |